# Paul Barresi

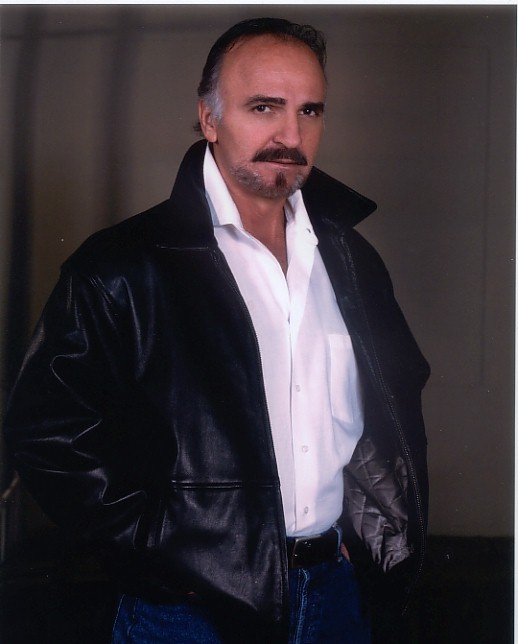
Paul Barresi, 2006

Paul Barresi, auch Paul Baressi, (* 12. Januar 1949 in Lynn, Massachusetts) ist ein US-amerikanischer Schauspieler und Regisseur, der auch als Jason Thorpe, Michael Franco, Joe Hammer und unter weiteren Namen auftrat.

## Leben
Paul Barresi wurde für seine Arbeit in der Pornofilmindustrie, als Model für das Magazin Playgirl und durch seine Beteiligung an einigen Sex-Skandalen in den 1980er und 1990er Jahren bekannt. Trotz dieser Schwierigkeiten konnte er seine Karriere aber ungehindert fortsetzen und spielte mittlerweile Rollen in einigen größeren Spielfilmen und in Fernsehserien.
Die Betrachtung von Barresis Leben und seiner Arbeit fokussierte sich oft auf seine Widersprüche. Er ist ein verheirateter Mann, der großen Erfolg in der homosexuellen Pornographie hatte, er kritisierte die Pornoindustrie für ihren Mangel an ethischen Werten, bekannte sich in Interviews aber auch zu seiner Teilhabe daran. Er verkaufte in den 1990er Jahren eine Story an den National Enquirer in der er von seiner angeblichen, über zwei Jahre andauernden Liebesbeziehung zu John Travolta erzählte, und arbeitete eine Zeit lang für den Privatdetektiv Anthony Pellicano, der für die Zeitschrift Celebrity tätig war. Barresi begann dort 1993 seine Tätigkeit als Detektiv im Zusammenhang mit den Vorwürfen wegen sexuellen Kindesmissbrauchs gegen Michael Jackson an dem damals 13-jährigen Jordy Chandler. Weitere Fälle, mit denen er betraut war, betrafen unter anderem Arnold Schwarzenegger, Sylvester Stallone, Tom Cruise, Eddie Murphy und Paris Hilton.

## Filmografie (Auswahl)
- 1984: Stud Hunters
- 1985: Leather Bears and Smooth Chested Huskies
- 1996: Married Men with Men on the Side
- 2006: The Velvet Mafia: Part 1

## Preise
- 1985: X-Rated Critics’ Award in der Kategorie „Group Grope Scene“ – Stud Hunters[4]
- 2007: GayVN Awards und Grabby Award, Kategorie „Best Non-Sex Performance“ – The Velvet Mafia: Part 1[5]
- 2008: Eintrag in die „GayVN’s Hall of Fame“[6][7]